# Immeuble au 2-3, allée Flesselles de Nantes
Pour les articles homonymes, voir Flesselles (homonymie).
L'immeuble, bâti au XVIIIe siècle, est situé aux numéros 2 et 3 de l'allée Flesselles à Nantes, en France. L'immeuble a été inscrit au titre des monuments historiques en 1945.

## Historique
Le bâtiment est inscrit au titre des monuments historiques par arrêté du 9 novembre 1945.